# Ligando de bisoxazolina
En química, los ligandos de bis(oxazolina) (a menudo abreviados ligandos BOX) son una clase de ligandos quirales privilegiados que contienen dos anillos de oxazolina. Típicamente son C2-simétricos y existen en una amplia variedad de formas; con estructuras basadas en CH2 (puentes de metileno) o piridina son particularmente comunes (a menudo un BOX y PyBOX generalizados respectivamente). Los complejos de coordinación de los ligandos de bisoxazolina se usan en catálisis asimétrica. Estos ligandos son ejemplos de ligandos simétricos C2.

## Síntesis
La síntesis de los anillos de oxazolina está bien establecida y, en general, se realiza a través de la ciclización de un 2-amino alcohol con cualquiera de varios grupos funcionales adecuados. En el caso de bisoxazolinas, la síntesis se logra más convenientemente mediante el uso de materiales de partida bifuncionales; ya que esto permite que ambos anillos se produzcan a la vez. De los materiales adecuados, los compuestos dicarboxílicos o de dinitrilo son los más comunes disponibles y, por lo tanto, los ligandos de bisoxazolina principales se producen a partir de estos materiales.
Parte del éxito de los patrones BOX y PyBOX se encuentra en su conveniente síntesis de un paso de malononitrilo y ácido dipicolínico, que están disponibles comercialmente a bajo precio. La quiralidad se introduce con los alcoholes amino, ya que se preparan a partir de aminoácidos y, por lo tanto, son quirales (por ejemplo, valinol).

## Aplicaciones catalíticas
En general, para los ligandos BOX de puente de metileno, el resultado estereoquímico es consistente con un intermedio plano cuadrado retorcido que se propuso en base a estructuras cristalinas relacionadas. El sustituyente en la posición de 4 de la oxazolina bloquea una cara enantiotópica del sustrato, lo que lleva a la enantioselectividad. Esto se demuestra en la siguiente reacción de tipo Aldol, pero es aplicable a una amplia variedad de reacciones como las reacciones de tipo Mannich, reacción Ene, Adición de Michael, Ciclización de Nazarov, y reacción hetero-Diels-Alder.
Por otro lado, la unión de dos puntos en un ácido de Lewis con el ligando PyBOX meridialmente tridentado daría como resultado un complejo piramidal cuadrado. Un estudio que utiliza el acetaldehído (benciloxi) como electrofilo mostró que el resultado estereoquímico es consistente con la unión de oxígeno de carbonilo ecuatorialmente y la unión de oxígeno éter axialmente.
Los complejos de metales que incorporan los ligandos de bisoxazolina son efectivos para una amplia gama de transformaciones catalíticas asimétricas y han sido objeto de numerosas revisiones de literatura.
El carácter neutro de las bisoxazolinas las hace muy adecuadas para usar con metales nobles, con complejos de cobre particularmente comunes. Sus aplicaciones más importantes y comúnmente utilizadas están en reacciones de formación de enlaces de carbono-carbono.

### Reacciones de formación de enlaces de carbono-carbono
Se ha descubierto que los ligandos de bisoxazolina son efectivos para una variedad de reacciones de cicloadición asimétrica, esto comenzó con la primera aplicación de ligandos BOX en ciclopropanaciones de carbenoides y se ha ampliado para incluir la cicloadición 1,3-dipolar y las reacciones de Diels-Alder. También se ha encontrado que los ligandos de bisoxazolina son efectivos para las reacciones de Aldol, Michael y Ene, entre muchas otras.
|  |  |

### Otras reacciones
El éxito de los ligandos de bis(oxazolina) para las ciclopropanaciones de carbenoides llevó a su aplicación de aziridinación. Otra reacción común es la hidrosililación, que se remonta al primer uso de ligandos de PyBOX. Otro nicho de aplicaciones incluyen como catalizadores de fluoración y para ciclizaciones de tipo Wacker.
|  |  |